# 天津市应急管理局
天津市应急管理局是中华人民共和国天津市人民政府主管全市安全生产、防灾减灾、应急救援工作的组成部门。

## 议事机构
- 天津市安全生产委员会办公室
- 天津市减灾委员会办公室
- 天津市防汛抗旱指挥部
- 天津市抗震救灾指挥部[1]

## 内设处室
- 办公室
- 应急指挥中心
- 火灾防治管理处
- 安全生产综合协调处
- 新闻宣传处
- 网络安全和信息化办公室
- 政策法规处（执法监督处）
- 水旱灾害救援处（地震和地质灾害救援处）
- 危险化学品安全监督管理处（政务服务处）
- 救灾和物资保障处（风险监测和综合减灾处）
- 组织人事处
- 督查工作处
- 规划财务处（研究室）
- 救援协调和预案管理处
- 安全生产基础处
- 调查评估和统计处
- 教育训练处
- 机关党委办公室（巡察工作办公室）[2]

## 直属单位
- 天津市应急管理综合行政执法总队
- 天津市应急管理科学技术研究院
- 天津市应急管理事务中心
- 天津市应急管理处置中心[3]